# Arráncame la vida
Arráncame la vida és una pel·lícula mexicana dirigida per Roberto Sneider i estrenada en 2008. Està basada en la novel·la homònima d'Ángeles Mastretta, publicada en 1985.
Al moment de la seva estrena, era la pel·lícula més cara de la història del cinema mexicà, amb un cost de 6.5 milions de dòlars, equivalents a 85 milions de pesos (seria desbancada per Cristiada, amb un pressupost de 110 milions de pesos); ara ocupa el segon lloc en carestia, i és la setena més taquillera: va recaptar 75 milions de pesos.
Va ser triada per l'Academia Mexicana de Artes y Ciencias Cinematográficas per a representar a Mèxic en l'edició 2009 dels premis Óscar, en la categoria Millor Pel·lícula en Llengua Estrangera; va arribar al tall de 9 semifinalistes d'entre les 67 candidates, però no va aconseguir entrar en el grup de les 5 nominades finals.

## Sinopsi
La pel·lícula narra la història de Catalina Guzmán de Ascencio, qui lluita contra l'opressió del seu espòs, el general Andrés Ascencio, al Mèxic dels anys 1930. Catalina, interpretada per Ana Claudia Talancón, es casa des de molt jove amb un prominent polític poblà, el general Andrés Ascencio, interpretat per Daniel Giménez Cacho. Des de l'inici de la seva relació, el caràcter tosc i impositiu del general Ascencio xoca amb la rebel·lia i frescor de Catalina.
El general Ascencio assoleix escalar esglaons dins de la política mexicana i, de ser governador de Puebla, salta a ser un seriós aspirant a la presidència de la República. Al llarg dels anys, Catalina va conformant-se com el contrapès del seu espòs, si bé no amb el poder, almenys sota la forma de consciència reprochadora que se sensibilitza davant les causes dels oprimits.
Després de molts anys de viure així, Catalina té una aventura (la segona, durant el seu matrimoni) amb un jove idealista, un director d'orquestra que lluita per enderrocar als governs caciquils de Mèxic, cosa que li implicarà la mort a mans dels seus enemics. Això provocarà la ruptura definitiva de Catalina i Andrés, que desembocarà en l'assassinat d'aquest a mans de la seva esposa.

## Recepció
La crítica ha considerat que Arráncame la vida és una adaptació cinematogràfica molt fidel al primer llibre de Mastretta.
Es pot dir que la trama de la novel·la en la qual es basa aquesta pel·lícula és, en una certa forma, un retrat de la vida del polític poblà Maximino Ávila Camacho, germà de l'expresident Manuel Ávila Camacho, a qui el primer qualificava de feble per a governar, (encara que l'actor Daniel Giménez Cacho va utilitzar en el seu procés histriònic personal per a crear el personatge d'Andrés Ascencio la figura d'un altre polèmic cabdill mexicà, el general Gonzalo Natividad Santos Rivera). El president Ávila Camacho també va tenir diferències amb el seu germà, i a l'hora de triar al seu successor va donar suport a la candidatura de Miguel Alemán Valdés, amb el qual Maximino tenia una forta enemistat (vegeu història de Mèxic).
El personatge Mike Heiss, que apareix d'hora de la pel·lícula, es va basar en William O. Jenkins.

## Repartiment
- Ana Claudia Talancón és Catalina Guzmán de Ascencio.
- Daniel Giménez Cachoés el general Andrés Ascencio.
- José María de Tavira és Carlos Vives.
- Irene Azuela com Bárbara.
- Delia Casanova com Julia.
- Julio Bracho com Cienfuegos.
- Joaquín Cosío com Juan.
- Ana Ofelia Murguía com Clarita.
- Eugenia León com Toña la Negra.
- Gina Morett com La Güera.
- Camila Sodi coo Lilia Ascencio.
- Isela Vega com "La gitana".
- Mariana Peñalva com Mercedes.
- Álex Perea com Pablo.
- Humberto Vélez com doctor.
- Danna Paola és Lilia Ascencio als 12 anys.

## Premis i reconeixements
És la cinta mexicana que més diners ha recaptat en el seu primer cap de setmana que actualment registra vora de 2.5 milions d'espectadors.

### Premi Ariel
En la LI edició dels Premis Ariel entregats per l'Academia Mexicana de Artes y Ciencias Cinematográficas, va rebre els guardons:
- Millor guió adaptat: Roberto Sneider i Ángeles Mastretta
- Millor disseny d'art: Salvador Parra, Rafael Mandujano, Miguel Ángel Jiménez i Luisa Guala
- Millor vestuari: Gilda Navarro i Mónica Neumaier
- Millor maquillatge: Regina Reyes i David Gameros

També va estar nominada per:
- Millors efectes visuals: Henrik Fett

### Premis CANACINE
Aquests premis, potser del cinema mexicà i internacional, se li van atorgar segons les següents categories:
- Millor pel·lícula: Arráncame la vida
- Millor actor: Daniel Jiménez Cacho
- Millor actriu: Ana Claudia Talancón
- Més ben director: Roberto Sneider